# Westbroek (Utrecht)

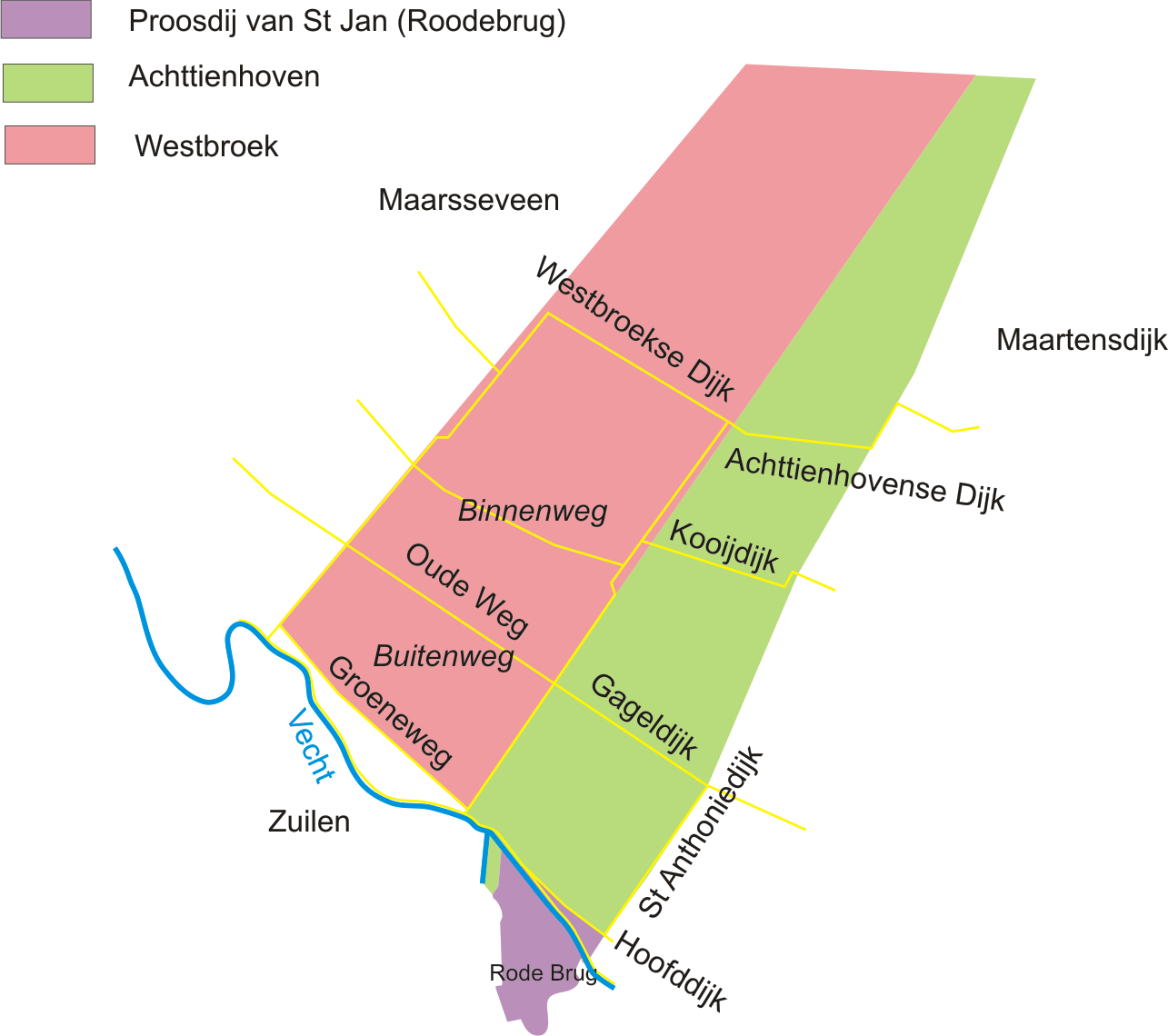
De ontginningen Westbroek en Achttienhoven

Westbroek is een dorp en voormalige gemeente in de gemeente De Bilt, in de Nederlandse provincie Utrecht. Het dorp is gelegen in een landelijk gebied ten noorden van de stad Utrecht en ten westen van Maartensdijk. Westbroek heeft 1.170 inwoners (2023).
De lintbebouwing van Westbroek grenst aan de polders; Polder Achttienhoven, Kerkeindse Polder en Polder Westbroek in het noorden, en Polder de Kooi en natuurreservaat de Molenpolder in het zuiden. Het uiterste oosten van Westbroek is de voormalige woonplaats Achttienhoven en iets verder richting Maartensdijk bevindt zich de kleine woonplaats Achterwetering.
Westbroek kent een beschermd dorpsgezicht. Bij het dorp bevindt zich de korenmolen De Kraai.

## Geschiedenis
De ontginning van Westbroek werd door de bisschop van Utrecht opgedragen aan de heren van het naburige Zuilen. Westbroek zou dan ook vele jaren verbonden blijven met Zuilen. De ontginning had als basis de Zogwetering langs de Groenedijk. Haaks op de Zogwetering werden sloten gegraven om het veen te ontwateren. In de eerste fase werd het gebied tot de huidige Gageldijk ontgonnen. De huizen waren van hout en konden gedemonteerd worden om vervolgens verplaatst te worden naar de volgende dwarsdijk. Tijdens de tweede fase werd de huidige Westbroekse Binnenweg bereikt. In die tijd werd de Gageldijk de Oude Weg genoemd. In de derde fase werd de huidige Kerkdijk bereikt. De dijk heette toen Westbroekse Dijk, en de huidige Westbroekse Binnenweg heette de Oude Dijk. De nederzetting had zijn definitieve plaats gevonden en van hieruit werd in de vierde fase het laatste deel ontgonnen tot aan de grens met het graafschap Holland.
In 1467 werd met de bouw van de kerk begonnen, waarna in 1477 Westbroek en Achttienhoven afgesplitst werden van de parochie van Sint Jacob in Utrecht en Westbroek een volwaardige parochie was geworden. In 1481 vochten de legers van Utrecht en Holland hier in de Slag bij Westbroek.
Bij de vorming van de gemeenten werd Westbroek een eigen gemeente. Per 1 januari 1812 werden de gemeenten Westbroek en Achttienhoven samengevoegd onder de naam Westbroek. Dit duurde slechts tot 1 januari 1818, toen de gemeente Achttienhoven weer zelfstandig werd. Op 1 januari 1954 werd Westbroek vergroot met het noordelijke deel van de gemeente Achttienhoven. Op 1 juli 1957 kwam er een eind aan de zelfstandigheid van Westbroek door de inlijving bij Maartensdijk. De laatste wijziging was op 1 januari 2001 toen Maartensdijk bij De Bilt werd gevoegd.

## Galerij

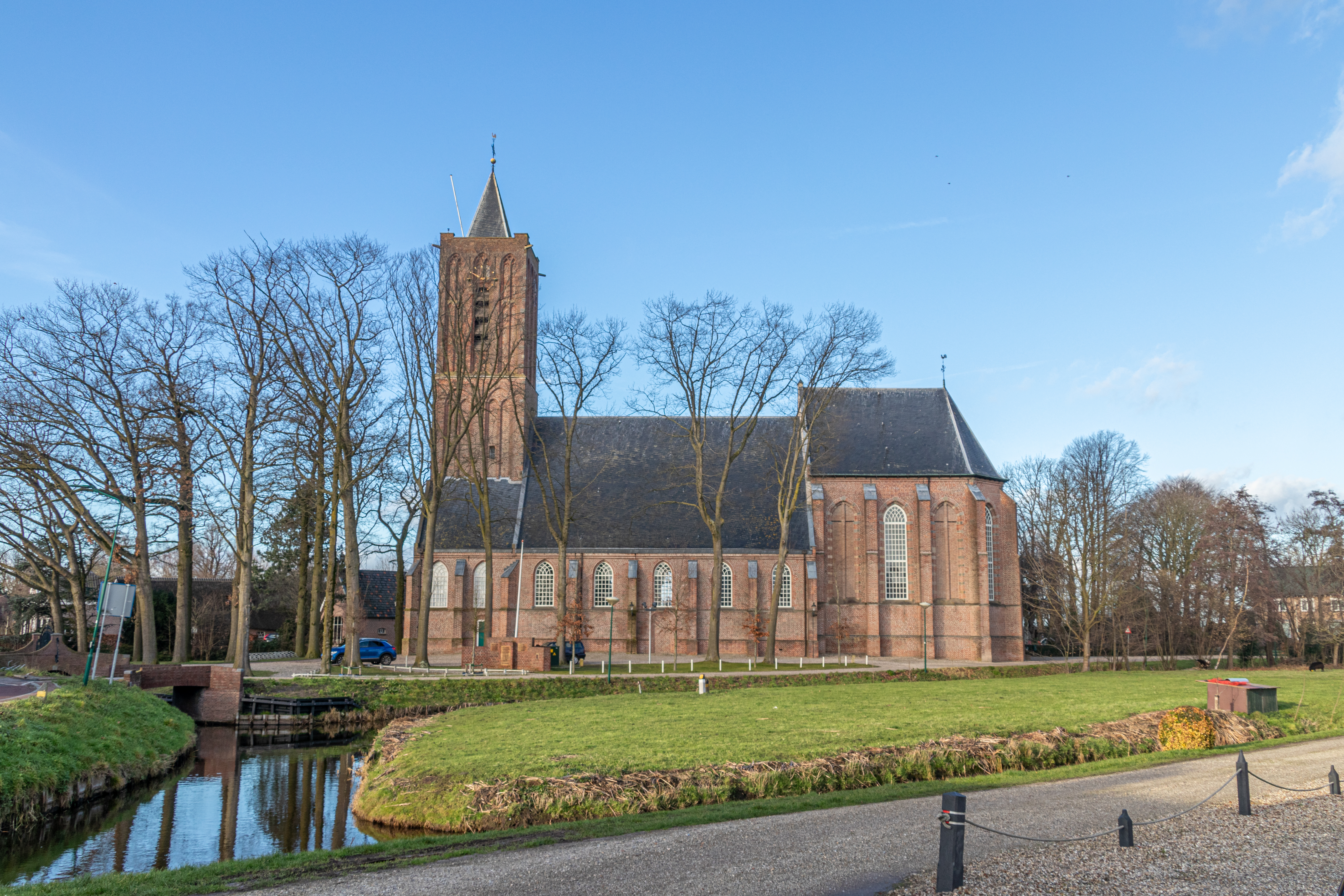
Kerk van Westbroek
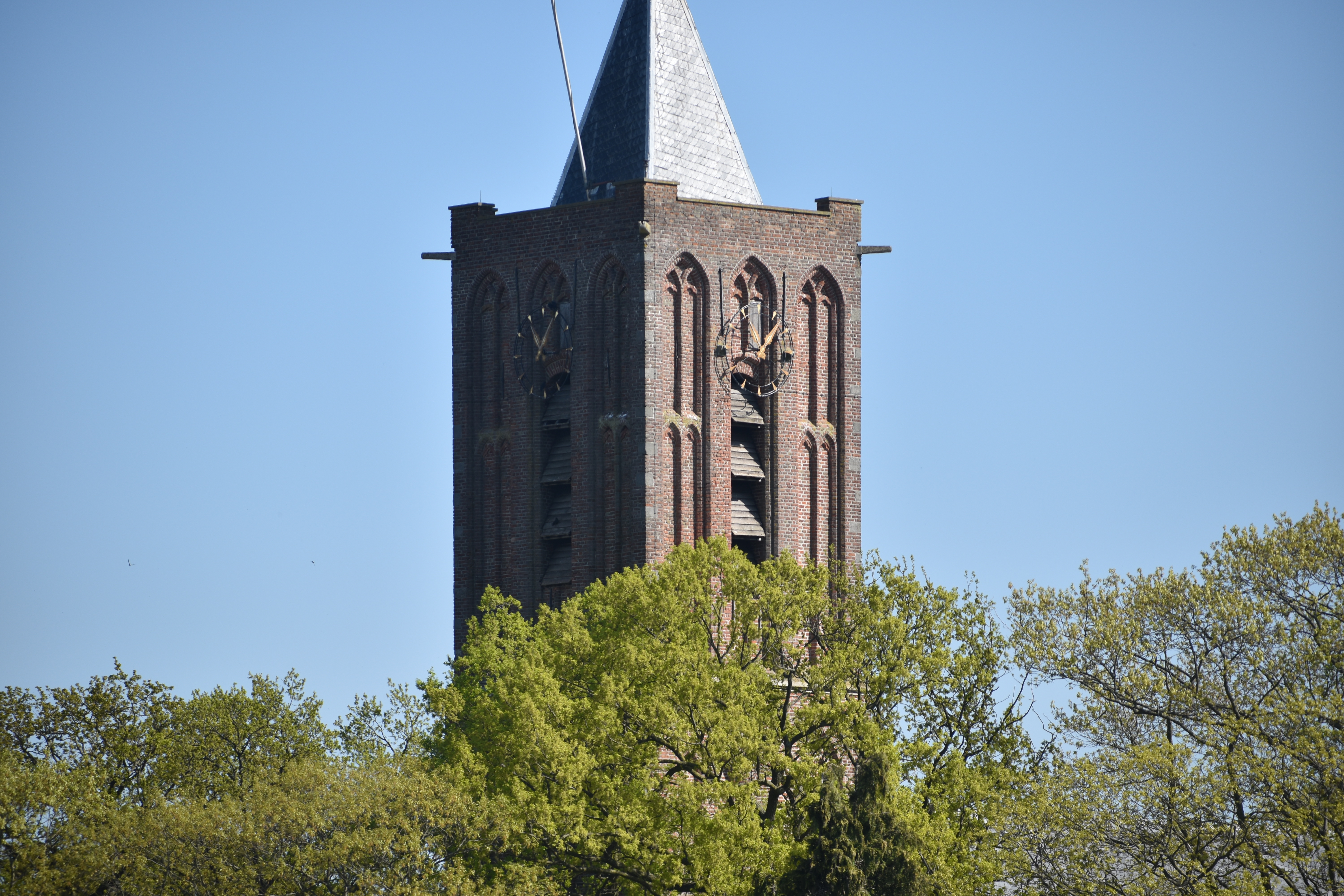
Kerktoren van Westbroek
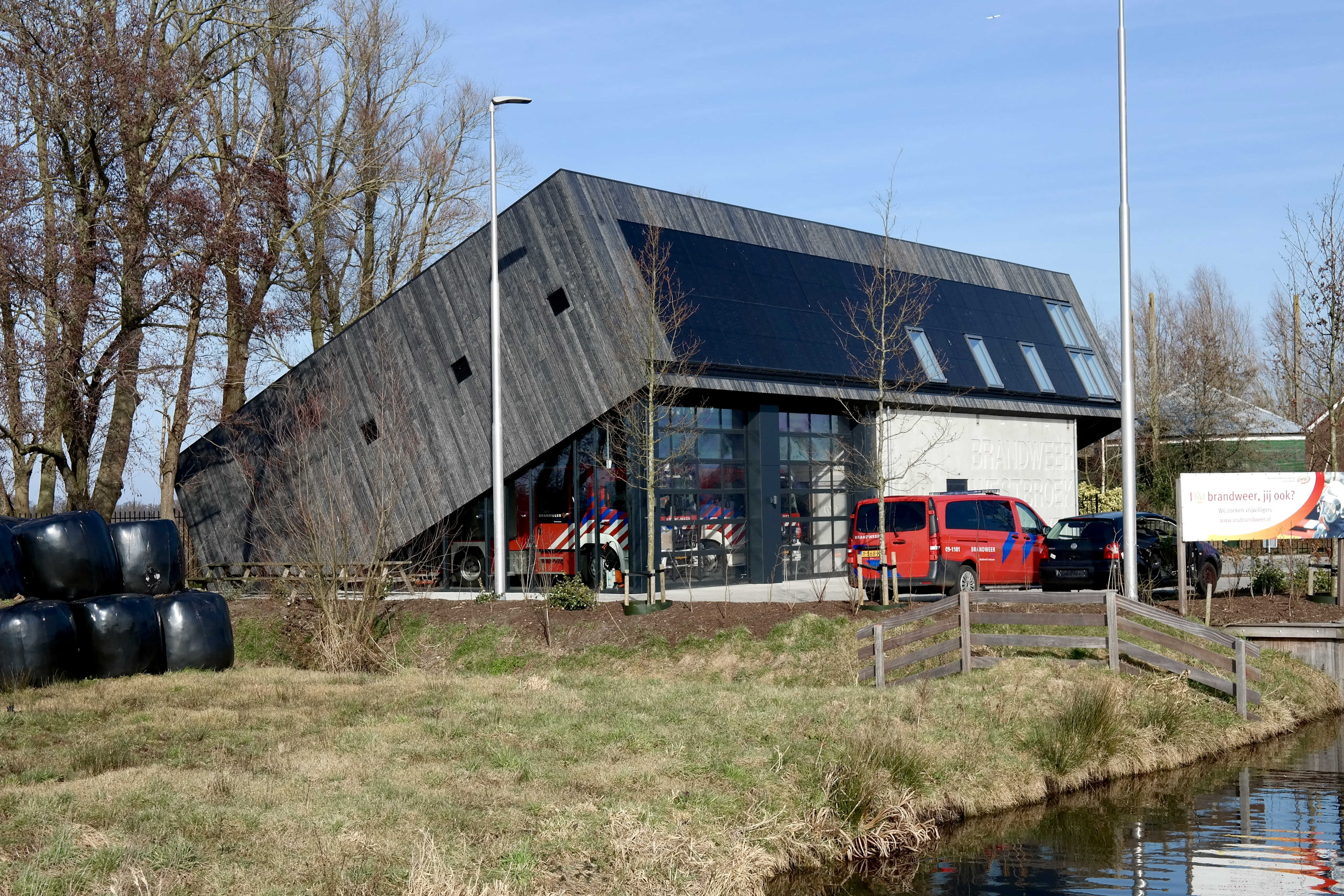
Brandweerkazerne van Westbroek-Tienhoven